# 고스타레시 풀라드 FC
고스타레시 풀라드 타브리즈 FC(페르시아어: باشگاه فوتبال گسترش فولاد تبریز)는 짧게 고스타레시 풀라드라고도 불리며, 이란의 타브리즈를 연고로 하는 축구 클럽이다. 이 팀은 2008년에 창단되었다.

## 수상

### 국내 대회
- 페르시안 걸프 프로리그
  - 페어플레이상 1회: 2014-15
- 아자데간 리그
  - 우승 1회: 2012-13
- 3부 리그
  - 우승 1회: 2008-09
- 하즈피컵
  - 준우승 1회: 2009-10